# West
West je priimek več oseb:
- James West (zgodovinar), britanski zgodovinar in politik
- Clement Arthur West, britanski general
- Delonte West (*1983), ameriški košarkar
- Jerry West (1938–2024), ameriški košarkar in športni menedžer
- Lawrence West (veslač), kanadski veslač
- Michael Montgomerie Alston Roberts West, britanski general
- Morris L. West (1916–1999), avstralski pisatelj in dramatik
- Richard Martin West, danski astronom
- Taribo West, nigerijski nogometaš